# Norman Fairclough
Norman Fairclough (* 1941) je emeritní profesor lingvistiky na Univerzitě v Lancasteru. Je jedním ze zakladatelů kritické diskurzní analýzy, větve diskurzní analýzy, která pátrá po vlivu mocenských vztahů na obsah a strukturu textů.
TODA (Textually oriented discourse analysis) říká, že intrinzické vlastnosti diskurzu, které lze lingvisticky analyzovat, mají činit hlavní klíč k jejich interpretaci. V knize Language and Power z roku 1989 zkoumal Fairclough vztahy mezi řečí a sociálně institucionálními praktikami a širšími socio-politickými strukturami. Toto je často označováno za technologizaci diskurzu, která zahrnuje i další snahy o zavedení měřitelných praktik při diskurzní analýze.